# Evangelion Shin Gekijōban: Q
Evangelion Shin Gekijōban: Q (ヱヴァンゲリヲン新劇場版：Q, エヴァンゲリオン しんげきじょうばん:キュー) thường được biết với tên phụ khi dùng để giới thiệu là Evangelion: 3.0 You Can (Not) Redo là một phim anime do Anno Hideaki làm đạo diễn. Đây là phim thứ ba trong bộ tứ phim anime làm lại của Evangelion thực hiện dựa trên bộ anime Shin Seiki Evangelion. Phim được thực hiện và phân phối dựa trên sự cộng tác của xưởng phim Studio Khara của Anno và Gainax.
Cốt truyện của phim đã hoàn toàn tách ra khỏi cốt truyện gốc lấy bối cảnh 14 năm sau các sự kiện diễn ra trong Evangelion Shin Gekijōban: Ha trái đất chỉ còn là một đống phế tích sau lần va chạm thứ 3 diễn ra khi Ikari Shinji và Unit-01 thức tỉnh. Cả hai sau đó đã ngủ đông, bị nhét vào một container sau đó phóng vào vũ trụ và ở đó cho đến khi các sự kiện trong phim bắt đầu. Ikari bắt đầu làm quen với thế giới mới dưới sự giúp đỡ của Nagisa Kaworu và muốn tìm cách phục hồi lại thế giới mà anh từng biết.
Tác phẩm đứng hạng nhì trong danh sách các phim có doanh thu cao nhất trong tuần của năm 2012 với việc thu về 1.131.004.600 yên và hơn 2 triệu vé đã được bán trong 9 ngày đầu công chiếu.

## Tổng quan

### Sơ lược cốt truyện
Được cứu thoát khỏi thân thể Unit-01 sau 14 năm, cuối cùng Ikari Shinji đã tỉnh dậy nhưng không hề hay biết chuyện gì đã xảy ra đối với mình và với cả thế giới sau Chấn Động Thứ Ba. Mọi thứ trở nên xa lạ với cậu và những người cậu từng thân quen đã đổi khác và xem cậu như tội phạm chiến tranh. Shinji quyết định đi tìm câu giải đáp cho những gì đang diễn ra và bảo đảm rằng Ayanami Rei cũng đã được cứu khỏi Unit-01. Tuy nhiên tất cả lại tiếp tục trở nên khó hiểu hơn nữa khi Shinji bị cấm lái Eva và nơi cậu đang ở không còn là Trụ sở NERV mà là một tổ chức với cái tên là WILLE

### Nhân vật

#### Chính
Ikari Shinji (碇 シンジ, いかり シンジ)
Lồng tiếng bởi: Ogata Megumi

#### NERV
Ayanami (アヤナミレイ)
Lồng tiếng bởi: Hayashibara Megumi
Nagisa Kaworu (渚カヲル, なぎさ カヲル)
Lồng tiếng bởi: Ishida Akira
Ikari Gendō (碇ゲンドウ, いかり ゲンドウ)
Lồng tiếng bởi: Tachiki Fumihiko
Fuyutsuki Kouzou (冬月コウゾウ, ふゆつき コウゾウ)
Lồng tiếng bởi: Kiyokawa Motomu
Ikari Yui (碇ユイ, いかり ユイ)
Keel Lorenz (キール・ローレンツ)
Lồng tiếng bởi: Terada Makoto

#### WILLE
Soryu Asuka Langley (惣流・アスカ・ラングレー, そうりゅう・アスカ・ラングレー)
Lồng tiếng bởi: Miyamura Yūko
Makinami Mari Illustrious (真希波・マリ・イラストリアス, まきなみ・マリ・イラストリアス)
Lồng tiếng bởi: Sakamoto Maaya
Katsuragi Misato (葛城 ミサト, かつらぎ ミサト)
Lồng tiếng bởi: Mitsuishi Kotono
Akagi Ritsuko (赤木リツコ, あかぎ リツコ)
Lồng tiếng bởi: Yamaguchi Yuriko
Ibuki Maya (伊吹マヤ, いぶき マヤ)
Lồng tiếng bởi: Nagasawa Miki
Aoba Shigeru (青葉シゲル, あおば シゲル)
Lồng tiếng bởi: Koyasu Takehito
Hyuuga Makoto (日向マコト, ひゅうが マコト)
Lồng tiếng bởi: Yūki Hiro
Suzuhara Sakura (鈴原サクラ, すずはら サクラ)
Lồng tiếng bởi: Sawashiro Miyuki
Takao Kōji (高雄コウジ, たかお コウジ)
Lồng tiếng bởi: Ōtsuka Akio
Nagara Sumire (長良スミレ, ながら スミレ)
Lồng tiếng bởi: Ōhara Sayaka
Tama Hideki (多摩ヒデキ, たま ヒデキ)
Lồng tiếng bởi: Katsu Anri
Kitakami Midori (北上ミドリ, きたかみ ミドリ)
Lồng tiếng bởi: Ise Mariya

## Phát hành
Phim đã công chiếu vào ngày 17 tháng 11 năm 2012 tại 224 rạp tại Nhật Bản. Toàn bộ dãy gồm 9 rạp thuộc hệ thống Wald 9 tại Tokyo đã quyết định phát phim nguyên đêm với khoảng 17 lần, trung bình mỗi rạp có hơn 1800 chỗ ngồi và vé cho việc này đã bán hết trong 5 phút ngày đầu tiên. Phiên bản BD/DVD của tác phẩm đã phát hành vào ngày 24 tháng 4 năm 2013.
FUNimation Entertainment đã đăng ký bản quyền tiếng Anh để phân phối tại thị trường Bắc Mỹ, Madman Entertainment đăng ký tại Úc, Manga Entertainment đăng ký tại Vương quốc Anh, Dybex đăng ký tại Pháp, Selecta Visión đăng ký tại Tây Ban Nha, Dynit đăng ký tại Ý, Universum Anime và Universum-Films đăng ký tại Đức, Reanimedia đăng ký tại Nga và Proware Multimedia International đăng ký tại Đài Loan.

## Âm nhạc
Bài hát chủ đề của phim là bài Sakura Nagashi (桜流し) do Utada Hikaru người từng soạn lời cho hai phim trước trình bày, bài hát đã được phân phối trực tuyến vào ngày 17 tháng 11 năm 2012 sau đó phát hành dưới dạng đĩa đơn nhưng là d0oạn phim trình bày nhạc phẩm vào ngày 26 tháng 12 năm 2012. Hai album chứa các bản nhạc dùng trong phim đã phát hành, một vào ngày 28 tháng 11 năm 2012 và một dưới dạng đính kèm với phiên bản DVD/BD giới hạn của phim vào ngày 24 tháng 4 năm 2013.
| Sakura Nagashi (桜流し) | Sakura Nagashi (桜流し)                                 | Sakura Nagashi (桜流し) |
| STT                     | Nhan đề                                                 | Thời lượng              |
| ----------------------- | ------------------------------------------------------- | ----------------------- |
| 1.                      | "Sakura Nagashi (桜流し)"                               | 4:41                    |
| 2.                      | "Sakura Nagashi (Instrumental) (桜流し (Instrumental))" | 4:40                    |
| Tổng thời lượng:        | Tổng thời lượng:                                        | 9:21                    |

| Shiro SAGISU Music from "EVANGELION 3.0" YOU CAN (NOT)REDO. | Shiro SAGISU Music from "EVANGELION 3.0" YOU CAN (NOT)REDO. | Shiro SAGISU Music from "EVANGELION 3.0" YOU CAN (NOT)REDO. |
| STT                                                         | Nhan đề                                                     | Thời lượng                                                  |
| ----------------------------------------------------------- | ----------------------------------------------------------- | ----------------------------------------------------------- |
| 1.                                                          | "Gods Message =3EM02="                                      | 3:32                                                        |
| 2.                                                          | "The Ultimate Soldier =3EM05="                              | 3:48                                                        |
| 3.                                                          | "Dark Defender =3EM06="                                     | 3:44                                                        |
| 4.                                                          | "The Anthem =3EM07="                                        | 4:59                                                        |
| 5.                                                          | "Out of the Dark =3EM10="                                   | 3:53                                                        |
| 6.                                                          | "L'Apôtre de la Lune (2 pianos) =3EM12="                    | 3:44                                                        |
| 7.                                                          | "Quatre Mains (à quatre mains) =3EM16="                     | 2:26                                                        |
| 8.                                                          | "Qui veut faire l'ange fait la bête (piano solo) =3EM17="   | 3:53                                                        |
| 9.                                                          | "Trust =3EM19="                                             | 3:11                                                        |
| 10.                                                         | "L'Apôtre de la Lune (orchestre cordes) =3EM22="            | 3:23                                                        |
| 11.                                                         | "Return to Ash =3EM23="                                     | 4:31                                                        |
| 12.                                                         | "It will mean Victory =3EM24="                              | 3:46                                                        |
| 13.                                                         | "Betrayal =3EM25="                                          | 5:37                                                        |
| 14.                                                         | "Scarred and Battled =3EM26="                               | 3:38                                                        |
| 15.                                                         | "From Beethoven 9 =3EM27="                                  | 3:00                                                        |
| 16.                                                         | "The Wrath of God in All its Fury =3EM28="                  | 3:40                                                        |
| 17.                                                         | "Tout est Perplexe (Thème Q) =3EM30b="                      | 5:17                                                        |
| 18.                                                         | "Gods Gift =3EM31="                                         | 5:00                                                        |
| 19.                                                         | "Kindred Spirits (Thème Q) =3EM30a="                        | 2:29                                                        |
| 20.                                                         | "Bataille d'Espace =3EM01="                                 | 4:00                                                        |
| 21.                                                         | "Quiproquo 131 (2 pianos) =3EM03="                          | 1:28                                                        |
| 22.                                                         | "Serenity Amongst the Turmoil =3EM04="                      | 3:32                                                        |
| 23.                                                         | "Quelconque 103 (piano) =3EM08="                            | 2:51                                                        |
| 24.                                                         | "Quiproquo 83 (2 pianos) =3EM09="                           | 2:13                                                        |
| 25.                                                         | "Quatre Mains (chambre cordes)"                             | 2:31                                                        |
| 26.                                                         | "Quiproquo 140 (piano) =3EM18="                             | 2:42                                                        |
| 27.                                                         | "Long Slow Pain =3EM20="                                    | 3:11                                                        |
| 28.                                                         | "Quelconque 56 avec A4 (2 pianos plus) =3EM21="             | 3:23                                                        |
| 29.                                                         | "Quiproquo 131 (orchestre)"                                 | 2:19                                                        |
| 30.                                                         | "Qui veut faire l'ange fait la bête (piano capricieux)"     | 2:51                                                        |
| 31.                                                         | "Thème Q (guitare) =3EM13="                                 | 4:32                                                        |
| 32.                                                         | "Bande-annonce (garçons)"                                   | 1:08                                                        |
| 33.                                                         | "Peaceful Times (choeur) =3EM32="                           | 0:51                                                        |
| 34.                                                         | "Famously..."                                               | 9:15                                                        |
| Tổng thời lượng:                                            | Tổng thời lượng:                                            | 2:00:18                                                     |

| evangelion:3.0 you can (not) redo. original sound track | evangelion:3.0 you can (not) redo. original sound track | evangelion:3.0 you can (not) redo. original sound track |
| STT                                                     | Nhan đề                                                 | Thời lượng                                              |
| ------------------------------------------------------- | ------------------------------------------------------- | ------------------------------------------------------- |
| 1.                                                      | "3EM01_EM20_Master"                                     | 1:38                                                    |
| 2.                                                      | "3EM02_C17B_Nu_test02"                                  | 2:00                                                    |
| 3.                                                      | "3EM03_P_131_2dames"                                    | 1:30                                                    |
| 4.                                                      | "3EM04_EM10A_Q"                                         | 1:46                                                    |
| 5.                                                      | "3EM05_1125"                                            | 2:48                                                    |
| 6.                                                      | "3EM06_C_16_take2"                                      | 3:04                                                    |
| 7.                                                      | "3EM07_C_15_take2"                                      | 3:38                                                    |
| 8.                                                      | "3EM08_SS_103_junko"                                    | 1:33                                                    |
| 9.                                                      | "3EM09_P_83_2dames_mx3"                                 | 1:53                                                    |
| 10.                                                     | "3EM10_1176_long_end"                                   | 3:37                                                    |
| 11.                                                     | "3EM11_QuatreMains_E_03_mx3"                            | 0:42                                                    |
| 12.                                                     | "3EM12_SS_101_2femmes_option"                           | 1:07                                                    |
| 13.                                                     | "3EM13_Guitar_ForQ"                                     | 2:10                                                    |
| 14.                                                     | "3EM14_Piano_Adlib_44"                                  | 0:19                                                    |
| 15.                                                     | "3EM15_pre"                                             | 0:44                                                    |
| 16.                                                     | "3EM15_QuatreMains_Fun_07_edit_B"                       | 1:07                                                    |
| 17.                                                     | "3EM16_QuatreMains_60sec"                               | 1:16                                                    |
| 18.                                                     | "3EM17_SS_106_female"                                   | 1:54                                                    |
| 19.                                                     | "3EM18_P_140_70bpm"                                     | 1:12                                                    |
| 20.                                                     | "3EM19_Omni_09"                                         | 2:58                                                    |
| 21.                                                     | "3EM20_P_56_A4_orch+piano"                              | 3:08                                                    |
| 22.                                                     | "3EM21_P_57_A4_2files+1"                                | 1:06                                                    |
| 23.                                                     | "3EM21A_QuatreMains_G"                                  | 0:32                                                    |
| 24.                                                     | "3EM22_SS_101_Orch"                                     | 3:34                                                    |
| 25.                                                     | "3EM23_1128_take4_360"                                  | 4:14                                                    |
| 26.                                                     | "3EM24_SD2_01_take3_360"                                | 3:27                                                    |
| 27.                                                     | "3EM25_SD2_53_take3_IntroStart"                         | 2:24                                                    |
| 28.                                                     | "3EM26_1155_139_take4"                                  | 2:14                                                    |
| 29.                                                     | "3EM27_Beethoven9_Orch+Cho"                             | 2:44                                                    |
| 30.                                                     | "3EM28_Nu09_360"                                        | 3:31                                                    |
| 31.                                                     | "3EM30_GuitarForQ_Pno+Vo_Orch+Pno"                      | 2:42                                                    |
| 32.                                                     | "3EM31_1120_360"                                        | 2:19                                                    |
| 33.                                                     | "Sakura Nagashi (桜流し)"                               | 4:40                                                    |
| 34.                                                     | "3EM32_F02"                                             | 0:33                                                    |
| Tổng thời lượng:                                        | Tổng thời lượng:                                        | 1:14:04                                                 |

## Đón nhận
Phim được xem là thành công và trở thành bom tấn tại Nhật Bản với việc giành hạng nhất trong danh sách các phim có doanh thu cao nhất trong tuần với việc thu về 1.131.004.600 yên trong hai tuần, sau đó tuột xuống hạng nhì và giữ vị trí đó cho đến hết năm 2012 và 2.032.147 vé đã được bán trong 9 ngày đầu công chiếu. Tính đến ngày 19 tháng 4 năm 2013 khi phim ngừng việc công chiếu thì đã có doanh thu 5.267.373.350 yên với 3.826.472 lượt người xem.
Phim đã được đề cử cho giải "Phim hoạt hình của năm" trong lễ trao Giải thưởng viện hàn lâm Nhật Bản cũng như được đề cử cho giải "Phim hoạt hình hay nhất" trong Liên hoan phim Sitges năm 2013.